# Colpotaulius
Colpotaulius är ett släkte av nattsländor. Colpotaulius ingår i familjen husmasknattsländor.
Släktet innehåller bara arten Colpotaulius incisus.